# Spitalul Județean de Urgență Slatina
Spitalul Județean de Urgență Slatina (SJUS) este un așezământ medical din Slatina, județul Olt. Localizat în strada Crișan nr. 9-11, SJUS a devenit spital de urgență din 1990. 
Spitalul a fost înființat în anul 1792, din inițiativa boierului și marelui filantrop Ionașcu Cupețu și a soției sale, Jupâneasa Neaga. Este prin urmare unul dintre cele mai vechi spitale din România. 

## Denumiri anterioare
- Spital de Stat - în perioada 1 iunie 1948- 1 iulie 1951
- Spitalul Unificat - 1951 - 1971
- Spitalul Județean Slatina - 1971 - 1990
- Spitalul Județean de Urgență Slatina - 1990 - prezent

## Istorie
Înființarea Spitalului are ca origine tragedia uneia dintre fiicele boierului Ionașcu Cupetu, Rada. Moartea acesteia l-a făcut pe boier și pe soția sa, jupâneasa Neaga să își dorească cu ardoarea înființarea unui așezământ medical la Slatina. În anul 1792, cu 46 de ani înaintea Spitalului Brâncovenesc din București, în chiliile din jurul bisericii aflată pe moșia boierului, ia ființă Spitalul.

## Personalități marcante
- Ionașcu Cupețu
- Alexandru Stăncescu